# Stifel
Pour les articles homonymes, voir Michael Stifel.
Stifel est une banque d'investissement basée à Saint-Louis aux États-Unis.

## Histoire
En juin 2015, Stifel acquiert l'activité de banque d'investissement aux États-Unis de Barclays, que cette dernière avait acquise via le rachat de Lehman Brothers, pour un montant non dévoilé.